# آنتاراموت
آنتاراموت (به ارمنی: Անտառամուտ) یک روستا در ارمنستان است که در استان لوری واقع شده‌است. در ۲۷ کیلومتری شمال شرقی وانادزور، مرکز استان لوری واقع شده‌است.

## خصوصیات
آنتاراموت ۴۱۰ نفر جمعیت دارد و در ارتفاع ۱۳۰۰ متر بالاتر از سطح دریا قرار گرفته‌است.